# 新型冠狀病毒感染症對策專門家會議

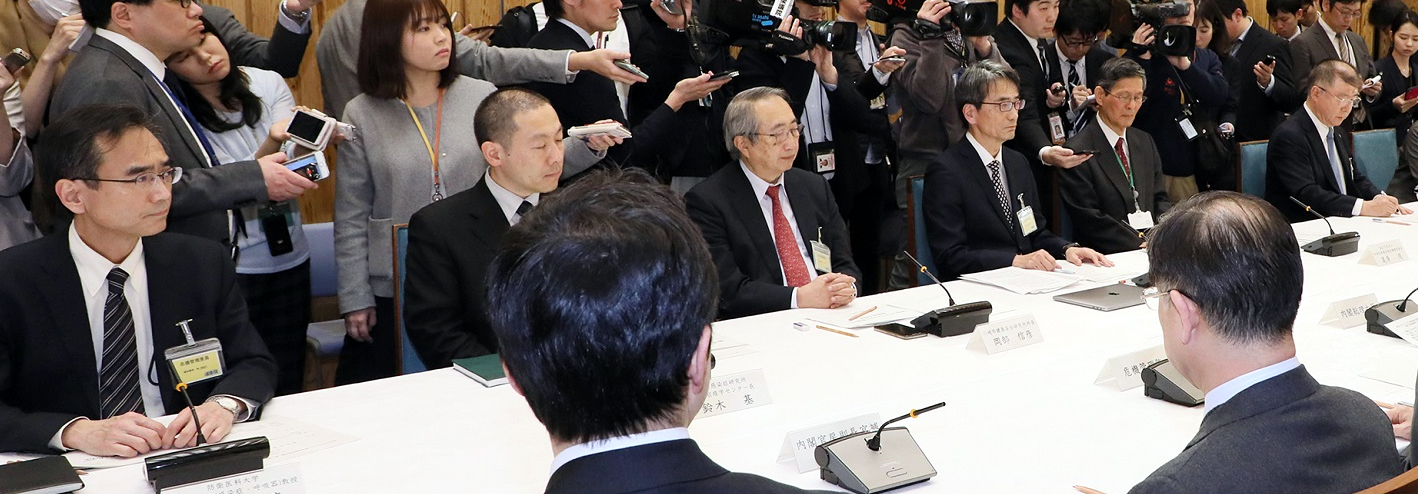
新型冠狀病毒感染症對策本部新型冠狀病毒感染症對策專門家会議開會（2020年2月16日於內閣總理大臣官邸）

新型冠狀病毒感染症對策專門家会議（日语：／）是日本的新型冠狀病毒感染症對策本部下召開的会議，旨在從医学角度提供建議，幫助應對世界範圍內流行的新型冠狀病毒感染症，2020年6月24日廢止。2020年2月14日，基於文件《關於召開新型冠狀病毒感染症對策專門家会議》設立，2月16日召開首次會議。会議的事務性工作由内閣官房在厚生勞動省等相關機關協助下負責。
設置目的：在内閣的新型冠狀病毒感染症對策本部下，提供医学角度的合適建議。會議長為国立感染症研究所所長脇田隆字，副會議長為地域医療機能推進機構理事長尾身茂。脇田是全世界首位成功培養丙型肝炎病毒的医学家，為製造疫苗鋪平了道路。尾身則是厚生官僚及国際公務員，曾在西太平洋地區成功消滅脊髓灰質炎。
2020年6月24日，宣布廢止。

## 構成
來源：
會議長

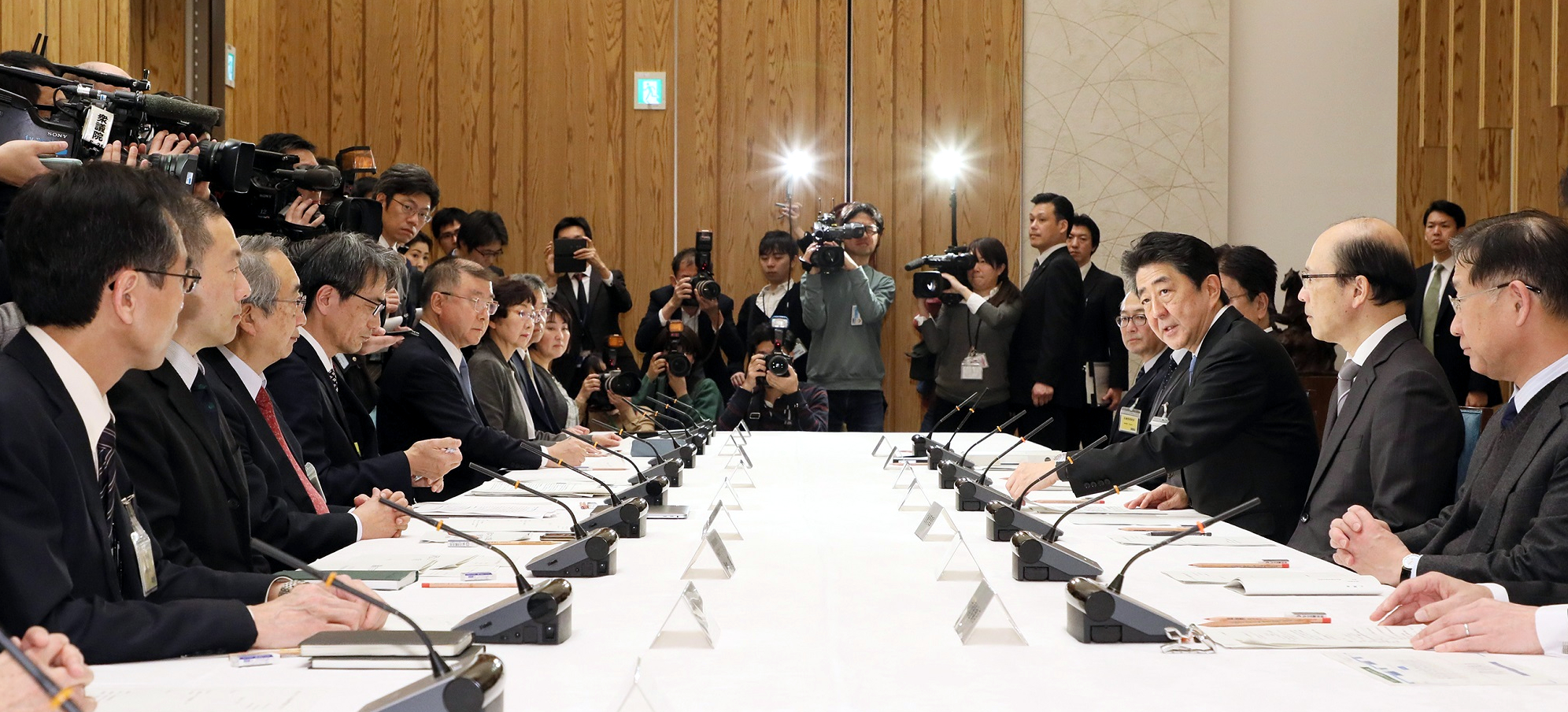
新型冠狀病毒感染症對策本部新型冠狀病毒感染症對策專門家会議開會（2020年2月16日於內閣總理大臣官邸）

- 脇田隆字（国立感染症研究所所長）

副會議長
- 尾身茂（地域医療機能推進機構理事長、基本的對處方針等諮問委員会会長）

成員
- 岡部信彦（川崎市健康安全研究所所長）
- 押谷仁（東北大学大学院医学系研究科教授）
- 釜萢敏（日本医師会常任理事）
- 河岡義裕 （東京大学医科学研究所感染症国際研究中心中心長）
- 川名明彦（防衛医科大学校医学教育部教授）
- 鈴木基（国立感染症研究所感染症疫学中心中心長）
- 舘田一博（東邦大学医学部教授）
- （霞關綜合法律事務所律師）
- 武藤香織（東京大学医科学研究所教授）
- 吉田正樹（東京慈惠会医科大学医学部教授）

## 分科会
2020年6月24日，西村康稔在記者會上宣布，廢止「新型冠狀病毒感染症對策專門家会議」。消息原定25日公布，突然提前至24日。同時宣布設置「新型冠狀病毒感染症對策分科会」。
分科会預計會分析感染状況，討論如何應對下一波疫情，以及研製出疫苗後的接種安排等事項；西村大臣表示，人選將包括感染症專家、自治体人士及危機管理專家等不同領域人士。

## 会議

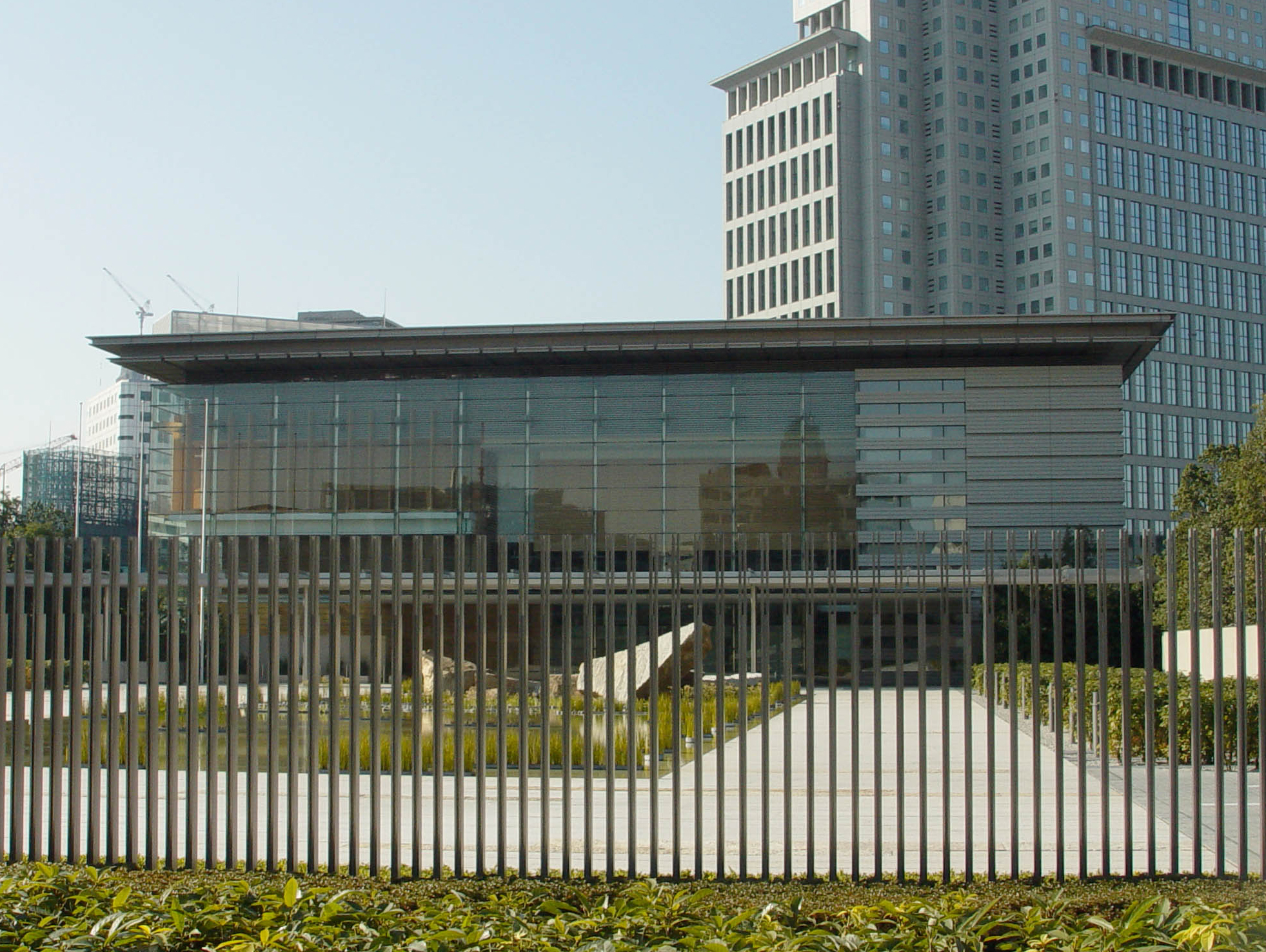
第1次開會地點：總理大臣官邸

| 回数   | 召開日                | 地點                              | 備註                                                                           |
| ------ | --------------------- | --------------------------------- | ------------------------------------------------------------------------------ |
| 第1回  | 2020年2月16日17時     | 總理大臣官邸2層小廳               |                                                                                |
| 第2回  | 2020年2月19日19時     | 合同廳舍5号館6層共用第7会議室     |                                                                                |
| 第3回  | 2020年2月24日10時     | 合同廳舍5号館17層專用第21会議室   | 同日製作「對新型冠狀病毒感染症對策基本方針具体化的見解」。                     |
| 第4回  | 2020年2月29日         | （書面）                          |                                                                                |
| 第5回  | 2020年3月2日          | （書面）                          | 同日製作「新型冠狀病毒感染症對策見解」。                                       |
| 第6回  | 2020年3月9日18時      | 合同廳舍5号館17層專用第21会議室   | 同日製作「新型冠狀病毒感染症對策見解」。                                       |
| 第7回  | 2020年3月17日         | （書面）                          | 同日向厚生勞動省提出「專門家会議向厚生勞動省的要望」。                         |
| 第8回  | 2020年3月19日         |                                   | 同日製作「新型冠狀病毒感染症對策的状況分析、提言」。                           |
| 第9回  | 2020年3月26日         | （書面）                          |                                                                                |
| 第10回 | 2020年4月1日14時      | 合同廳舍4号館4層共用第4特別会議室 | 同日製作「新型冠狀病毒感染症對策的状況分析、提言」。                           |
| 第11回 | 2020年4月22日14時30分 | 合同廳舍5号館9層省議室            | 同日製作「新型冠狀病毒感染症對策的状況分析、提言」。                           |
| 第12回 | 2020年5月1日10時      | 合同廳舍5号館12層專用第15会議室   | 同日製作「新型冠狀病毒感染症對策的状況分析、提言」。                           |
| 第13回 | 2020年5月4日8時30分   | 合同廳舍8号館1層講堂              | 同日製作「新型冠狀病毒感染症對策的状況分析、提言」、「『新生活様式』實踐例」。 |
| 第14回 | 2020年5月14日8時30分  | 合同廳舍8号館1層講堂              | 同日製作「新型冠狀病毒感染症對策的状況分析、提言」。                           |
| 第15回 | 2020年5月29日13時30分 | 合同廳舍5号館12層專用第15会議室   | 同日製作「新型冠狀病毒感染症對策的状況分析、提言」。                           |
| 第16回 | 2020年6月12日         | （書面）                          |                                                                                |
| 第17回 | 2020年6月19日         | （書面）                          |                                                                                |

## 記者会
- 2月20日[30][31]（影片）[32]
- 2月24日（影片）[33]
- 3月2日（影片）[34]（文字）[35]
- 3月9日（影片）[36][37]
- 3月17日（影片）[38]
- 3月19日（影片）[39][40]（文字）[41][42]
- 4月1日（影片）[43]（文字）[44][45][46][47][48][49]
- 4月22日（影片）[50]（文字）[51][52][53][54][55][56]
- 5月1日（影片）[57]（文字）[58][59][60][61][62]
- 5月4日（影片）[63]（文字）[64][65][66][67][68]
- 5月14日（影片）[69]（文字）[70][71][72][73][74][75]
- 5月29日（影片）[76]（文字）[77][78][79][80][81][82]
- 6月24日[83][84][85]（影片）[86][87]（文字）[83]

## 厚生勞動省新型冠狀病毒感染症對策Advisory Board
新型冠狀病毒感染症對策專門家会議的前身機構，設置於新型冠狀病毒厚生勞動省對策本部，2020年2月7日及2月10日召開。成員為尾身茂、川名明彦、押谷仁、武藤香織、脇田隆字（座長）、舘田一博、吉田正樹、岡部信彦、鈴木基。2020年2月14日，在内閣設置的新型冠狀病毒感染症對策本部下加入新成員，改組為新型冠狀病毒感染症對策專門家会議。

## 會議記錄
5月中旬，傳媒發現專家会議未有形成全面記錄各人發言的會議記錄，只留下無法找出發言者的「議事概要」。政府此前已於3月上旬依「行政文書管理相關準則」，將新型冠狀病毒相關事態指定為「歷史的緊急事態」，決定徹底做好公文書管理。傳媒及在野党批評，会議不留下會議記錄，會妨礙今後檢討應對措施。政府表示，準則是規定「決定或同意政策的会議等」需要記錄發言者及發言記錄（如新型冠狀病毒感染症對策本部及基本的對處方針等諮問委員会），專家会議不屬於這類會議，而是「非決定或同意政策的会議等」，留下「議事概要」即可。有意見就認為，準則已規定，不管是否「歷史的緊急事態」，包括閣僚出席的会議，以及專家会議這種「審議会等及懇談会等」在內，都有義務留下列明發言者的會議記錄。
5月14日，成員之一的岡部在記者会上表示「列明發言者更好。誰說了甚麼話，負上責任更好。並未拒絕資訊公開」。5月29日，尾身副座長在記者会上指，是否公開會議記錄是「政府決定的事情」，「沒有人反對」公開會議記錄。6月1日，内閣官房長官菅義偉在眾議院決算行政監視委員会上稱，「政府認為要跟從（專家会議的）方向。並無立場可以阻止」。6月8日，内閣總理大臣安倍晋三在眾議院本会議上表示，「（專家会議成員）同意，今後召開的会議，議事概要上會記載發言者姓名。速記的記錄亦會適當保存，保存期滿後交由国立公文書館管理，原則上對外公開」。至於此前的会議，經濟再生担当大臣西村康稔就在6月7日的記者会上稱，「成員一致同意，維持不記錄姓名的議事概要形式」。6月9日，菅官房長官在眾議院預算委員會上解釋理由，稱「說要特定行業「關店」的人，事實上（遭遇了）諸多不利」。
政治学者、東京大學先端科學技術研究中心教授牧原出認為「目光不能只放在專家会議的會議記錄上」，考慮到新型冠狀病毒專家会議的決定需要經在官邸召開的相關閣僚連絡会議，以及所有閣僚參加的新型冠狀病毒感染症對策本部審議，而緊急事態宣言相關事項則需由專家擔任委員的基本的對處方針等諮問委員会討論，為檢視決定政府方針的整個過程，需要盡快公開專家会議以外会議体的會議記錄。他又認為專家会議公開資料時，應比照經濟財政諮問會議辦理（開會翌日起3日以内製作並公開議事概要，4年後公開會議記錄）。

## 外部連結
- 新型冠狀病毒感染症對策本部 （页面存档备份，存于） - 公開新型冠狀病毒感染症對策專門家会議的會議記錄等
- 新型冠狀病毒感染症應對相關｜内閣官房新型流行性感冒等對策室 （页面存档备份，存于） - 介紹新型冠狀病毒感染症的内閣應對措施